# Poste-frontière de Taghit
 (janvier 2025).

Le poste-frontière de Taghit, près de la ville de Figuig au Maroc, et de Beni Ounif en Algérie, est un des points de sortie et d'entrée de la frontière entre l'Algérie et le Maroc. Il est fermé en raison de la crise politique entre l'Algérie et le Maroc.